# Tayuan (köpinghuvudort i Kina, Heilongjiang Sheng, lat 51,45, long 124,27)
Tayuan (kinesiska: 塔源, 塔源镇) är en köpinghuvudort i Kina. Den ligger i provinsen Heilongjiang, i den nordöstra delen av landet, omkring 660 kilometer norr om provinshuvudstaden Harbin. Antalet invånare är 5 172. Befolkningen består av 2 456 kvinnor och 2 716 män. Barn under 15 år utgör 9,0 %, vuxna 15-64 år 80 %, och äldre över 65 år 10,0 %.
Trakten runt Tayuan är nära nog obefolkad, med mindre än två invånare per kvadratkilometer. I omgivningarna runt Tayuan växer i huvudsak blandskog.